# Осоля
Осоля (пол. Osola, нім. Ritschedorf) — село в Польщі, у гміні Оборники-Шльонські Тшебницького повіту Нижньосілезького воєводства.
Населення — 424 особи (2011).
У 1975-1998 роках село належало до Вроцлавського воєводства.

## Демографія
Демографічна структура станом на 31 березня 2011 року:
|          | Загалом | Допрацездатний вік | Працездатний вік | Постпрацездатний вік |
| -------- | ------- | ------------------ | ---------------- | -------------------- |
| Чоловіки | 208     | 36                 | 146              | 26                   |
| Жінки    | 216     | 32                 | 134              | 50                   |
| Разом    | 424     | 68                 | 280              | 76                   |